# Refundació de la Unió Europea
La refundació de la Unió Europea (UE) és el projecte iniciat el 2017 que busca la reforma institucional d'aquesta organització internacional. La iniciativa va començar dins del context creat després del referèndum sobre la permanència del Regne Unit a la UE —que després de diversos anys d'incertesa va conduir a la sortida d'aquest país de la UE el 2020— i la dinàmica conseqüent a la postura de relativa ruptura plantejada pel govern nord-americà de Donald Trump respecte a la UE i els Estats membres de l'organització. No obstant això, la crisi de la pandèmia de COVID-19 iniciada el 2020, va esdevenir el principal catalitzador que va impulsar una sèrie de canvis de considerable magnitud en el bloc comunitari.

## La UE post-Brexit i la pandèmia de COVID-19
Sota el govern de Boris Johnson es va aconseguir un acord que va permetre que el Brexit es concretés el 31 de gener de 2020. 28 La UE va perdre el 13% de la seva població, el 15% del seu producte interior brut (PIB) i el 5,6 % de la seva superfície. Tot i això, la UE va continuar sent el 2020 una potència política i econòmica mundial: formava el tercer grup de població després de la Xina i l'Índia, a més de concentrar el 18,5% de l'economia mundial, i el 16% de les exportacions mundiales. Després del Brexit, la zona euro va passar a sumar el 86% el PIB i el 77% de la població de la UE, reforçant així la seva importància com a motor polític i econòmic de la Unión. Des de llavors la UE i el Regne Unit busquen arribar a un acord comercial abans que acabi 2020.
Mentrestant, diversos dels estats membres de la Unió es van confrontar a la crisi sanitària de la pandèmia de malaltia per coronavirus. L'impacte mediàtic generat per la situació, va precipitar als governs nacionals ia les institucions europees a una situació sense precedents, que al març, va portar al fet que els Estats membres acceptessin la recomanació emesa per la Comissió Von der Leyen sobre el que haurien de fer per a restringir l'entrada al territori als residents extracomunitarios. Gairebé a el mateix temps, la Comissió va llançar la seva primera reserva de material mèdic per tal de repartir-als Estats de la Unió més afectats per la pandemia.
A l'abril es van succeir nombroses accions polítiques en resposta a la crisi. En primer lloc va reaccionar el Banc Central Europeu (BCE) amb un programa de compra de títols per evitar el col·lapse dels mercats de deute, el que va contribuir a estabilitzar la situació financiera. Llavors, després de ser aprovada per primera vegada l'anomenada " clàusula general de salvaguarda "prevista per a escenaris de greus crisis generalitzades que afecten la zona euro, la Comissió va poder aixecar els límits que fixava el pacte d'estabilitat i crecimiento. d'aquesta manera es va autoritzar als governs nacionals a injectar en l'economia tant diners "com fos necessari". A aquesta flexibilització es van afegir també els canvis en l'autorització d'ajudes públiques, ja que la normativa va permetre atorgar fins a 800.000 euros per companyia en forma de subvenció directa o avantatges fiscales.79 De manera complementària, l'Eurogrup va aconseguir un acord la segona setmana de abril que va establir els detalls de la primera xarxa de seguretat comunitària contra els efectes de la pandemia.
Però l'anunci més destacat va arribar el 18 de maig de 2020,13 quan en una roda de premsa Merkel i Macron van presentar un pla per a la UE en el marc de la crisi de la pandèmia. Aquest impuls es va integrar amb diverses accions institucionals de les setmanes anteriors, i va servir de base a el pla recuperació econòmica (Next Generation EU) presentat per Von der Leyen la setmana siguiente. Emperò, l'anunci conjunt de Merkel i Macron va ser impulsat per un fallada del Tribunal Constitucional d'Alemanya, que dies abans havia posat en dubte la independència de el Banc Central Europeu (BCE) per mantenir a flotació les economies dels membres més vulnerables de l'organització, així com la governabilitat de la UE. Fins llavors, Merkel -qui vuit anys abans, en el punt més àlgid de la crisi de l'euro, va assegurar que no hi hauria eurobons "mentre jo visqui"- s'havia oposat a la proposta de Macron per crear un fons que obligaria als 27 a augmentar el deute de forma conjunta.
En el pla internacional, durant el mes de maig la Comissió va llançar la "Resposta mundial al coronavirus", una acció que "persegueix l'accés universal a vacunes, tractaments i tests de coronavirus assequibles". A la primera jornada de l'esdeveniment va quedar cobert l'objectiu monetari de 7.400 milions d'euros, més de la meitat dels quals procedien de la UE i els seus Estats miembros.85 Aquest "marató mundial de donants", va donar pas a el llançament d'una campanya anomenada Global Goal: Unite for our Future que va culminar el 27 de juny amb una cimera mundial de donants, presidida per Von der Leyen, que segur 6.150 milions d'euros.

## El govern econòmic de la zona euro i el pressupost
| Tres pilars del Next Generation EU€ = import de cada instrument en miliards d'euros                                                            | Tres pilars del Next Generation EU€ = import de cada instrument en miliards d'euros | Tres pilars del Next Generation EU€ = import de cada instrument en miliards d'euros                                         |
| €/Pressupost | €/Acordat                                                                           | Suport als Estats membres en les seves inversions i reformes                                                                |
| --- | ----------------------------------------------------------------------------------- | --- |
| 560 | 672,5                                                                               | Mecanisme de recuperació i resiliència (préstecs 360 - subvencions 312,5)                                                   |
| 55 | 47,5                                                                                | REACT-EU. |
| 40 | 10                                                                                  | Fons de transició justa. Ajuda en la transició cap a la neutralitat climàtica.                                              |
| 15 | 7,5                                                                                 | Desenvolupament Rural. Suport per fer canvis en línia amb el PVE.                                                           |
| |                                                                                     | Incentivar les inversions privades                                                                                          |
| 15,3 | 5,6                                                                                 | Actualització de InvestEU (programa d'inversió de la UE).                                                                   |
| 31 | No                                                                                  | Instrument de suport a les empreses. El seu objectiu era desbloquejar € 300 millardos.                                      |
| 15 | No                                                                                  | Per a un instrument que buscava inversions en sectors estratègics.                                                          |
| |                                                                                     | Abordar les lliçons de la crisi                                                                                             |
| 2 | 1,9                                                                                 | Per reforçar rescEU, que s'ampliarà. Equipar a la UE per preparar-se i respondre a futures crisis.                          |
| 13,5 | 5                                                                                   | Import per Horizon Europe, que es reforçarà per finançar recerques en salut, resiliència i les transicions verda i digital. |
| 16,5 | No                                                                                  | Suport suplementari als socis mundials de la UE per a accions externes.                                                     |
| Enfortiment de programes de la UE per alinear el MFP amb les necessitats de recuperació. Es reforçarà la flexibilitat del pressupost de la UE. |                                                                                     | |

### El Pla de recuperació i el Marc financer plurianual (2021-2027)
La qüestió va rebre un nou impuls amb la crisi de la pandèmia de malaltia per coronavirus. El 18 de maig de 2020, Merkel i Macron van proposar engegar un fons de recuperació de l'economia europea —a través de subvencions no reemborsables— per 500 miliards d'euros, destinat als Estats i els sectors econòmics més afectats per la crisi. Partint d'aquest anunci, el 27 de maig següent, la Comissió Von der Leyen va presentar el programa Next Generation EU (Propera Generació UE), de 750 miliards d'euros que es distribuiran entre els Estats membres en els següents dos anys a través de transferències directes i préstecs. Aquest fons de recuperació s'afegeix al Marc Financer Plurianual (MFP) per al període 2021–2027, l'esborrany del qual va ser presentat en la mateixa ocasió.
El Next Generation EU pretén recaptar diners elevant temporalment el límit màxim de recursos propis al 2,00 % del producte nacional brut de la UE, la qual cosa permetrà a la Comissió utilitzar la seva qualificació de crèdit per demanar prestats 750 millardos d'euros als mercats financers. Aquest finançament addicional es canalitzarà a través de programes de la UE i es reemborsarà al llarg dels futurs pressuposats de la UE, no abans de 2028 ni després de 2058. Per ajudar a fer això, la Comissió va proposar una sèrie de nous recursos propis. A més, la Comissió va demanar modificar el MFP 2014–2020 per posar a disposició fons addicionals per valor de 11,5 milions d'euros ja en 2020.